# Frederick Chiluba
Frederick Jacob Titus Chiluba (Ndola, 30 aprile 1943 – Lusaka, 18 giugno 2011) è stato un politico zambiano, presidente dello Zambia dal 1991 al 2002. Gli è succeduto Levy Mwanawasa, già vicepresidente durante il governo di Chiluba.

## Biografia

### Studi
Chiluba nacque a Ndola il 30 aprile 1943 da Jacob Titus Chiluba Nkonde e Diana Kaimba. Frequentò le scuole superiori a Kawambwa; secondo alcune fonti, fu espulso per aver fumato marijuana. In seguito, completò gli studi studiando per corrispondenza, presso istituti sia statunitensi che di paesi del blocco comunista.

### Carriera sindacale
Completati gli studi, Chiluba iniziò a lavorare come impiegato a Ndola, e contemporaneamente entrò nel sindacato National Union of Building, Engineering and General Workers (NUBEGW), di cui divenne segretario. Come segretario del NUBEGW entrò anche nel comitato direttivo dello Zambia Congress of Trade Unions (ZCTU), un'organizzazione costituita dall'unione di tutti i sindacati del paese. Nel 1981, durante il governo del presidente Kenneth Kaunda, Chiluba fu arrestato per avere indetto uno sciopero selvaggio che paralizzò l'intera economia del paese; lui e altri leader dello ZTCU furono poi rilasciati in quanto la loro detenzione fu dichiarata incostituzionale dal giudice a cui fu affidato il caso.

### L'ingresso in politica
Nel 1990 Chiluba prese parte alla formazione del partito politico chiamato Movimento per la Democrazia Multipartitica (Movement for Multiparty Democracy, MMD), che sconfisse il partito di Kaunda alle elezioni del 1991. Chiluba fu eletto presidente il 2 novembre dello stesso anno. Nel 1996 vinse nuovamente le elezioni, ottenendo un secondo mandato quinquennale.

### Presidenza
Durante il proprio governo, Chiluba cercò di liberarsi dell'opposizione di Kaunda attraverso un emendamento della costituzione che vietava alle persone di origine non zambiana di candidarsi alla presidenza; la famiglia di Kaunda era infatti originaria del Malawi. Ironicamente, nel 1996 lo stesso emendamento fu impugnato dall'opposizione contro Chiluba, che sostenne che Chiluba o suo padre erano nati in Zaire.
Nel 1997 avvenne un tentativo di golpe militare, che venne però velocemente bloccato senza vittime.
Nel 2001 Chiluba divorziò dalla sua seconda moglie e sposò Regina Mwanza, segretaria della sezione femminile dell'MMD.
La politica di Chiluba fu inizialmente di stampo socialista, ma in seguito mutò in direzione liberista, al punto che uno dei suoi obiettivi politici primari divenne quello di liberare la libera impresa dall'interferenza dello Stato. Coerentemente, Chiluba trasformò l'economia del paese da un assetto socialista e statalista a uno basato sul libero mercato. Centinaia di imprese statali furono privatizzate durante il suo governo. Queste riforme furono accolte come un evidente progresso da una parte della popolazione, ma anche contestate; i suoi oppositori, in particolare, denunciarono un aumento della corruzione.
Il comportamento politico di Chiluba è controverso soprattutto in riferimento alle manovre messe in atto per rimanere al potere. Oltre a ottenere un emendamento la costituzione volto a rendere ineleggibile il suo principale avversario politico, Kuanda, Chiluba fece forti pressioni sul parlamento per ottenere un secondo emendamento volto a concedergli un terzo mandato. Per ottenere quest'ultimo obiettivo giunse a espellere diversi membri anziani del suo stesso partito che si opponevano alla sua richiesta. Questa manovra portò alla scissione dell'MMD e alla formazione di un nuovo partito di opposizione, fondato dai fuoriusciti del partito, il Forum for Democracy and Development (FDD), guidato da Christon Tembo. Il 2 gennaio 2002, Chiluba dovette abbandonare l'incarico presidenziale, sostituito da Levy Mwanawasa, già suo vicepresidente.

### Altri eventi
Durante il proprio periodo di governo, Chiluba ebbe un ruolo rilevante nei negoziati che portarono alla fine della guerra civile nella Repubblica Democratica del Congo.
Dopo aver lasciato l'incarico di presidente dello Zambia, fu segretario della Organization of African Unity.
Nel 2003, Chiluba e diversi ministri del suo governo furono incriminati per corruzione, con l'accusa di aver sottratto denaro al ministero delle finanze. Sebbene alcune delle accuse siano poi cadute, il processo è ancora in corso. Il 4 maggio 2007 una corte inglese ha dichiarato Chiluba colpevole del furto di 46 milioni di dollari dalle casse dello Stato, trasferiti illegalmente in un conto corrente privato presso una banca britannica. Chiluba ha protestato la propria innocenza e ha accusato la corte inglese di avere emesso un verdetto che interferisce con i procedimenti giudiziari a suo carico in Zambia.